# 摩訶般若波羅蜜多
摩訶般若波羅蜜多，亦稱摩訶般若波羅蜜、般若波羅蜜，佛教術語。摩訶言「大」；般若言「慧」；波羅蜜多即波罗密，言「到彼岸」、“度（渡）”或“菩萨至上法”。
「般若波羅蜜多」直譯為「以佛法的智慧到達解脫的彼岸」，代表由文字聞修而親證般若智慧，超越生死輪迴苦海，到達不生不滅的究竟解脫的境界。复次加“大”表其广博无上。

## 註释
1. ↑  《康熙字典》：「又《正字通》音缽。梵言般若，華言智慧。若，音惹。」
2. ↑  《大智度論》卷56：「因語言經卷，能得此般若波羅蜜，是故名字經卷名般若波羅蜜。」